# Římskokatolická farnost Bohumilice
Římskokatolická farnost Bohumilice je územním společenstvím římských katolíků v rámci prachatického vikariátu Českobudějovické diecéze. Od  konce roku 2022 je součástí většího farního obvodu spravovaného excurrendo z farnosti Vlachovo Březí.

## O farnosti

### Historie

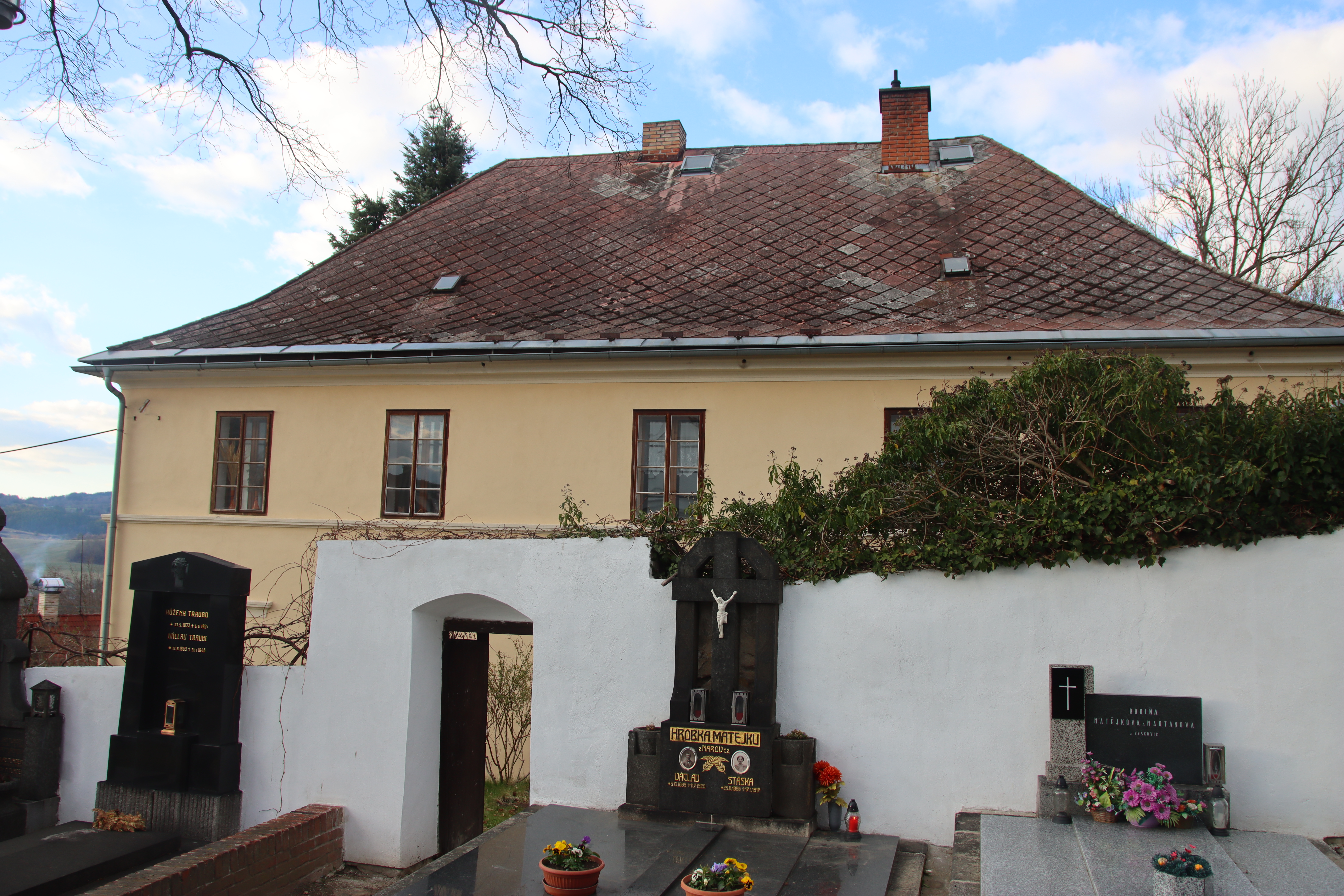
Budova fary za hřbitovní zdí

V roce 1359 je v Bohumilicích doložena plebánie, ustavená při kostele původně zasvěceného svatému Martinovi, který byl postaven v polovině 13. století. Od 14. do 16. století byl součástí farnosti i Vimperk s kostelem svatého Bartoloměje, protože v letech 1367–1622 tvořily Bohumilice s Vimperkem jedno panství. Od roku 1655, kdy začaly být vedeny matriční knihy, do roku 1666 náležela k farnosti i farnost Lštění. V únoru roku 1815 shořelo šest usedlostí, pět chalup, škola, kostel a fara při požáru podporovaném silným větrem. Obnova kostela v novogotickém stylu proběhla v letech 1817–1818. Z původní stavby bylo použito zdivo severní zdi se portálem z druhé poloviny 13. století. Roku 1861–1862 byla na hřbitově postavená samostatně stojící zvonice. Roku 1892 se v Bohumilicích stavěla železniční dráha Strakonice–Vimperk, přičemž farnost přišla o část svých pozemků.
Od roku 1967 přestal být do farnosti ustanovován sídelní kněz a farnost byla excurrendo spravovaná z farností Vimperk a Čkyně.

### Duchovní správa
Přehled známých duchovních správců:
- do 1367 P. Martin († 1347)
- od 1367 P. Jakub z Prachatic
- P. Petr, syn Václava z Kadaně
- P. Stanislav z Práčova
- do 1406 P. Jan († 1406)
- od 1406 P. Václav z Mostu
- P. Pikna
- od 1414 P. Jan z Brozan
- do 1417 P. Mikuláš
- 1417–1426 P. Václav ze Sedlce
- od 1426 P. Vojtěch
- 1435 P. Jakub Krakovský
- 1621 P. Jan Libertin Nymburský
- 1624 P. Rupert Stuhlberger, spravuje i Čkyni
- do 1645 P. Šebastián Ferd. Sauer
- 1654 P. Ferdinand Pokorný
- 1655–1666 P. Jakub František Fortelides
- 1666–1671 P. Jan Bedřich Hostinský
- 1671–1687 P. Matěj Vojtěch Špalek
- 1688–1736 P. Mikoláš Rokoš
- 1736–1785 P. (Filip) Jakub Blažej
- 1785–1792 P. Antonín Skoumal
- 1792–1824 P. Václav Dvořáček
- 1824–1840 P. Dominik Wirth
- 1840–1855 P. Matěj Pimperle (* 23. února 1792 Písek † 9. května 1873[10])
- 1855–1868 P. Anton Svátek († 19. srpna 1868 Bohumilice)
- 1869–1890 P. Jan Hanžl (* 3. května 1829 Zaluží † 8. prosince 1890 Bohumilice[11])
- 1891–1922 P. Jan Hanzl
- 1923–1967 P. Josef Matouš
- 1967–1971 P. Jan Krejsa, excurrendo z Vimperka
- 1971–1985 P. Jan Preisler, excurrendo z Čkyně
- 1985–1995 P. Václav Hes (* 1957 České Budějovice[12]), excurrendo z Vimperka
- 1995–1999 P. Jan Lacky, excurrendo z Čkyně
- 1999–2001 P. Jindřich Hybler († 31. prosince 2018 Prachatice[13]), excurrendo z Čkyně
- 2001–2022 P. MVDr. Mgr. Jan Janoušek, excurrendo z Čkyně
- od 16. prosince 2022 R. D. Mgr Šimon Stančík, excurrendo z Vlachova Březí[2]

´

## Kostely a kaple farnosti
| Fotografie | Kostel                         | Místo      | Bohoslužba             | Bohoslužba                      | Poznámka     |
| ---------- | ------------------------------ | ---------- | ---------------------- | ------------------------------- | ------------ |
|            | Kostel Nejsvětější Trojice     | Bohumilice | neděle čtvrtek         | 9.30 16.30 v zimě, 17.30 v létě | farní kostel |
|            | Kaple svatého Jana Nepomuckého | Bohumilice | neslouží se pravidelně | neslouží se pravidelně          | kaple        |
|            | Kaple                          | Hradčany   | neslouží se pravidelně | neslouží se pravidelně          | kaple        |
|            | Kaple                          | Onšovice   | neslouží se pravidelně | neslouží se pravidelně          | kaple        |
|            | Kaple svatého Jana a Pavla     | Spůle      | neslouží se pravidelně | neslouží se pravidelně          | kaple        |